# Toraschrein (Antike)

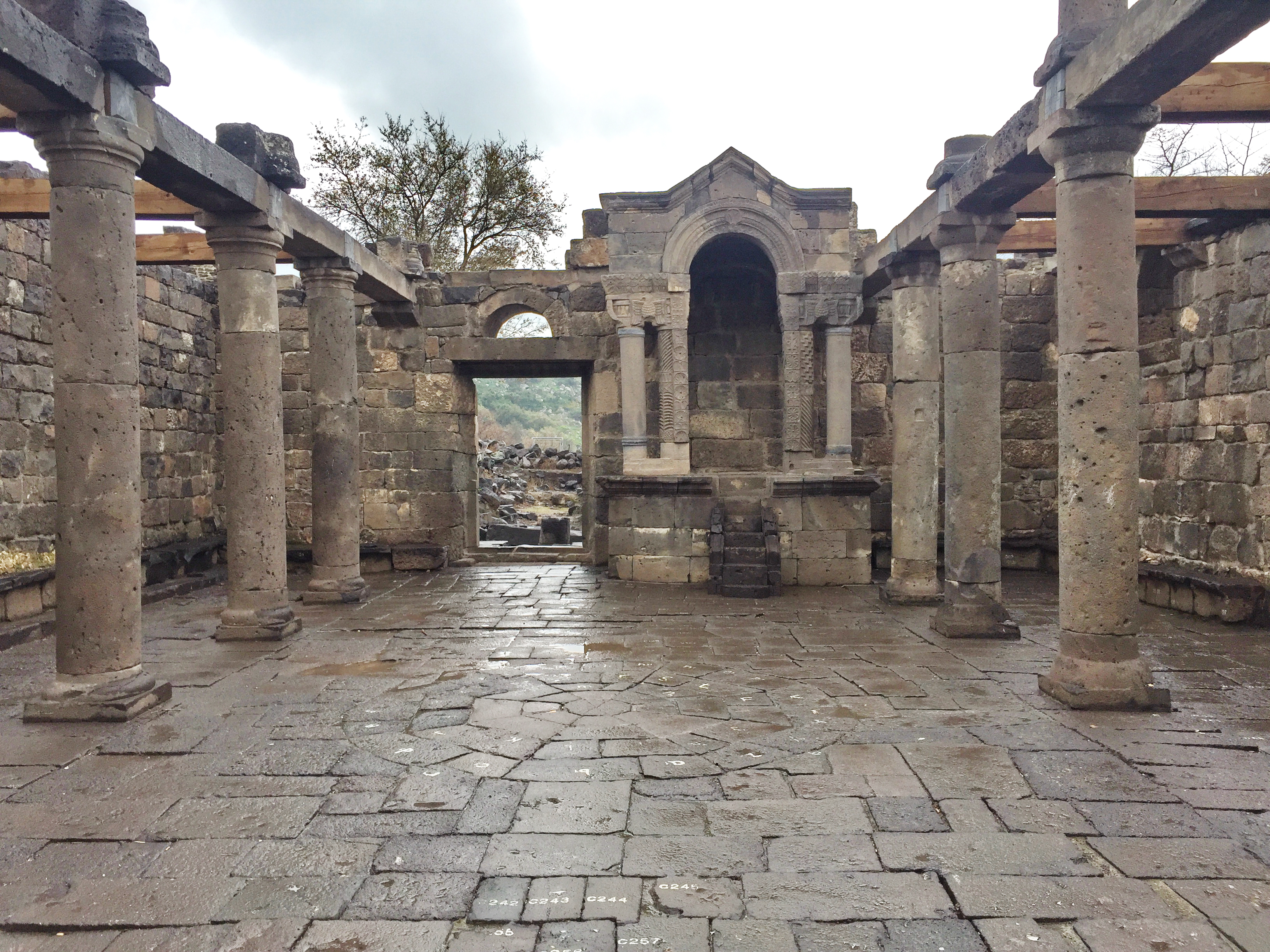
Ädikula in Umm el-Qanatir, Golanhöhen

Der Toraschrein war eine Einrichtung spätantiker Synagogen, die zur Aufbewahrung der Torarollen diente. Künstlerische Darstellungen  erwecken den Eindruck, dass diese frühesten bekannten Toraschreine einander recht ähnlich sahen: Sie bestanden aus einem steinernen Wandaufbau (Ädikula), in dem sich eine hölzerne Lade, das eigentliche Behältnis der Torarollen, befand.

## Ädikula
Die Fassade der Ädikula entsprach folgendem Schema: Auf einer Basis erhoben sich zwei oder vier flankierende Säulen, die eine bogenförmige Oberschwelle trugen. Darüber konnte sich noch ein syrischer Giebel erheben, der mit dem Motiv der Muschel verziert war. Einige Treppenstufen führten zu diesem Schrein empor. Von den Ädikulä einiger Synagogen Galiläas und des Golans haben Archäologen Reste gefunden:
- Umm el-Qanatir: Fragmente, aus denen von den Ausgräbern eine 5 Meter hohe Ädikula rekonstruiert wurde.[2] Dazu wurden die einzelnen Steinblöcke der Ruine mit einem 3-D Laserscanner erfasst, anschließend wurde ihre ursprüngliche Position in dem Bauwerk computergestützt ermittelt.[3]
- Nabratein: Dekorierte Oberschwelle mit dem Relief eines Dreiecksgiebels und zweier flankierender Löwen.[4]
- Chorazin: Dekorierter doppelter Pilaster aus Basalt.[5]
- Katzrin: Kleiner syrischer Giebel (Spolie); Doppelsäule der Ädikula.[6]

## Lade
Die Lade bestand üblicherweise aus Holz. Sie ist hauptsächlich aus künstlerischen Darstellungen bekannt. Im Land Israel wurde sie als eine Art Schrank mit geschlossener Doppeltür dargestellt. In der Diaspora dagegen wurde die Lade in geöffnetem Zustand abgebildet, so dass man darin Rollen sieht, die auf Regalen liegen. Diese Diaspora-Ikonographie ist belegt durch Goldglasböden aus römischen Katakomben, Öllampen aus Ostia und einen Steinblock aus Sardes.
Da Holz über lange Zeiträume hinweg nur selten erhalten bleibt, sind die Beiträge der Archäologie zur Kenntnis dieser Objekte beschränkt auf Nägel (Bet Schean) oder Einlegearbeiten (Maon).
Die künstlerischen Darstellungen, hier vor allem die Mosaiken, zeigen die Lade einerseits freistehend auf zwei oder vier Füßen und von einem hölzernen Giebel bekrönt (Bet Alfa, Naaran, Jericho), andererseits in der steinernen Ädikula, wo sie eine kastenartige Gestalt und weder Giebel noch Füße hat (Chammat Tiberias, Sepphoris, Susiya). Einige Darstellungen fügen einen Vorhang (Parochet) hinzu, der die Lade teilweise verdeckt (Chammat Tiberias, samaritanische Synagogen von Khirbet Samara und el-Khirbe).
Eine ungewöhnliche Form der Darstellung einer hölzernen Lade ist aus der Synagoge von Kafarnaum bekannt: Auf einem Fries ist die Lade in Gestalt eines Tempels und auf Rädern zu sehen. Einige Forscher nehmen an, dass die Lade im Hauptraum der Synagoge in älterer Zeit noch keinen ständigen Aufbewahrungsort (Ädikula) hatte, sondern für den Gottesdienst hineingefahren wurde.

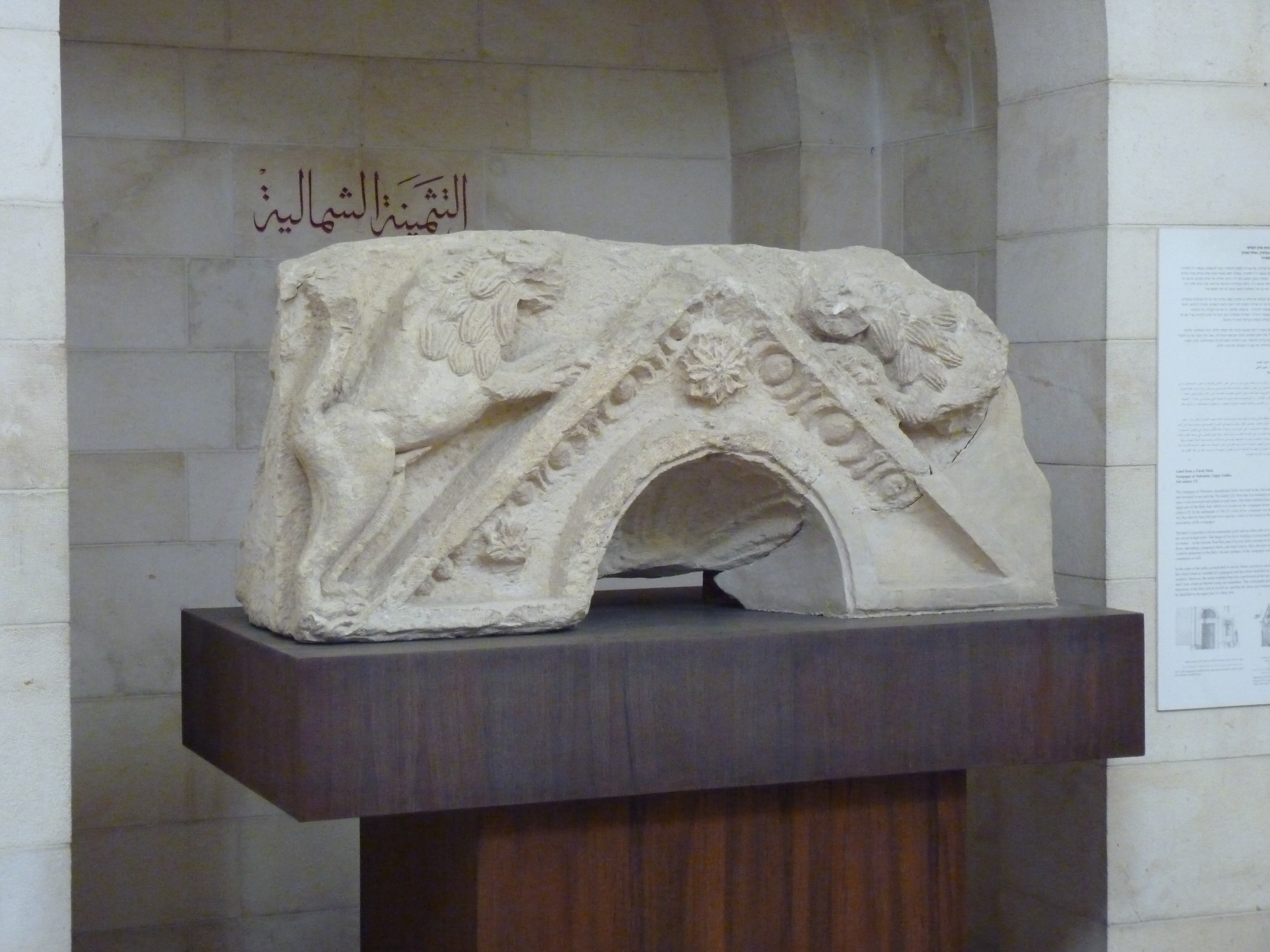
Oberschwelle aus Nabratein (Rockefeller Museum)
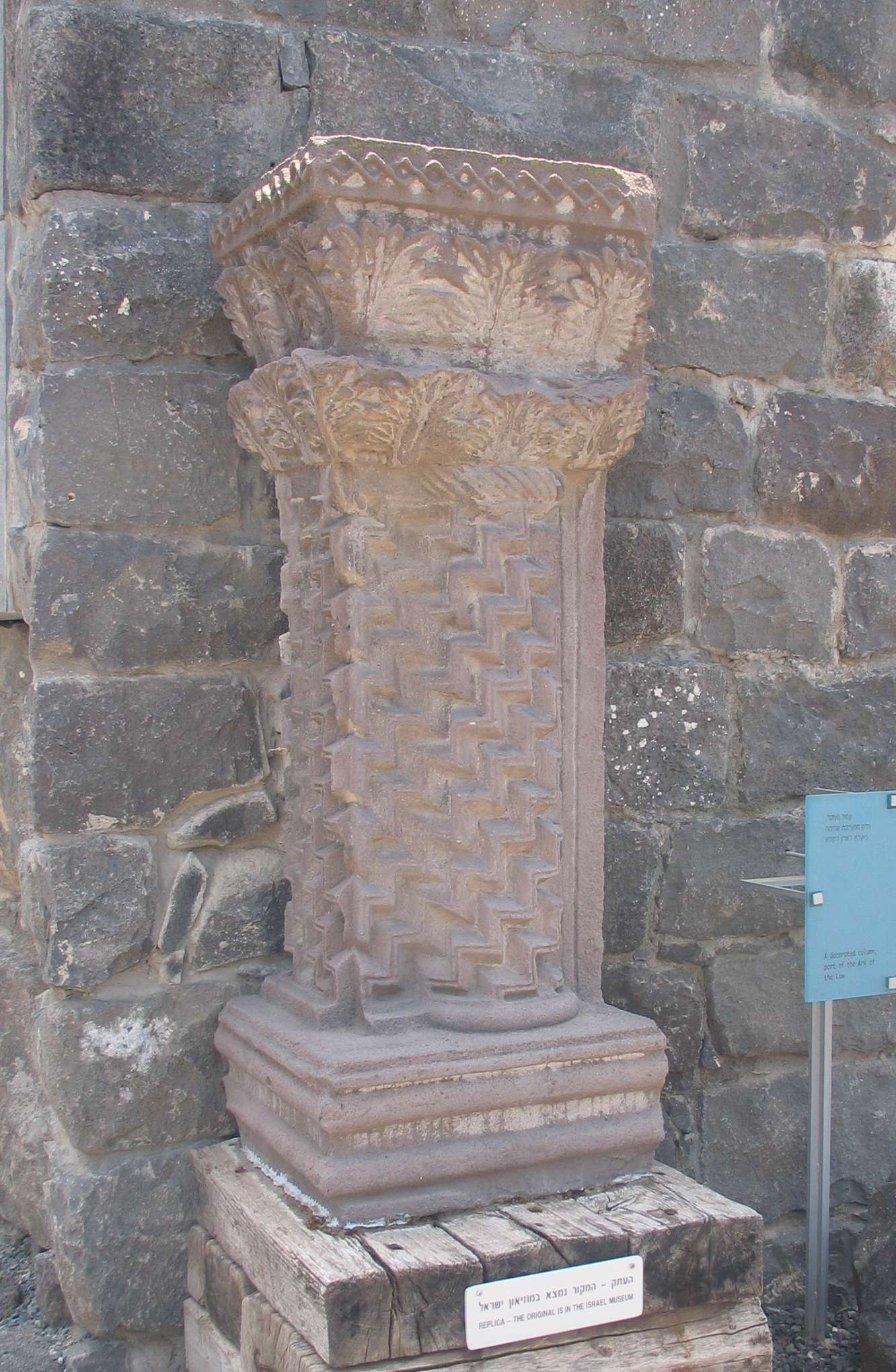
Pilaster (Replik) in Chorazin
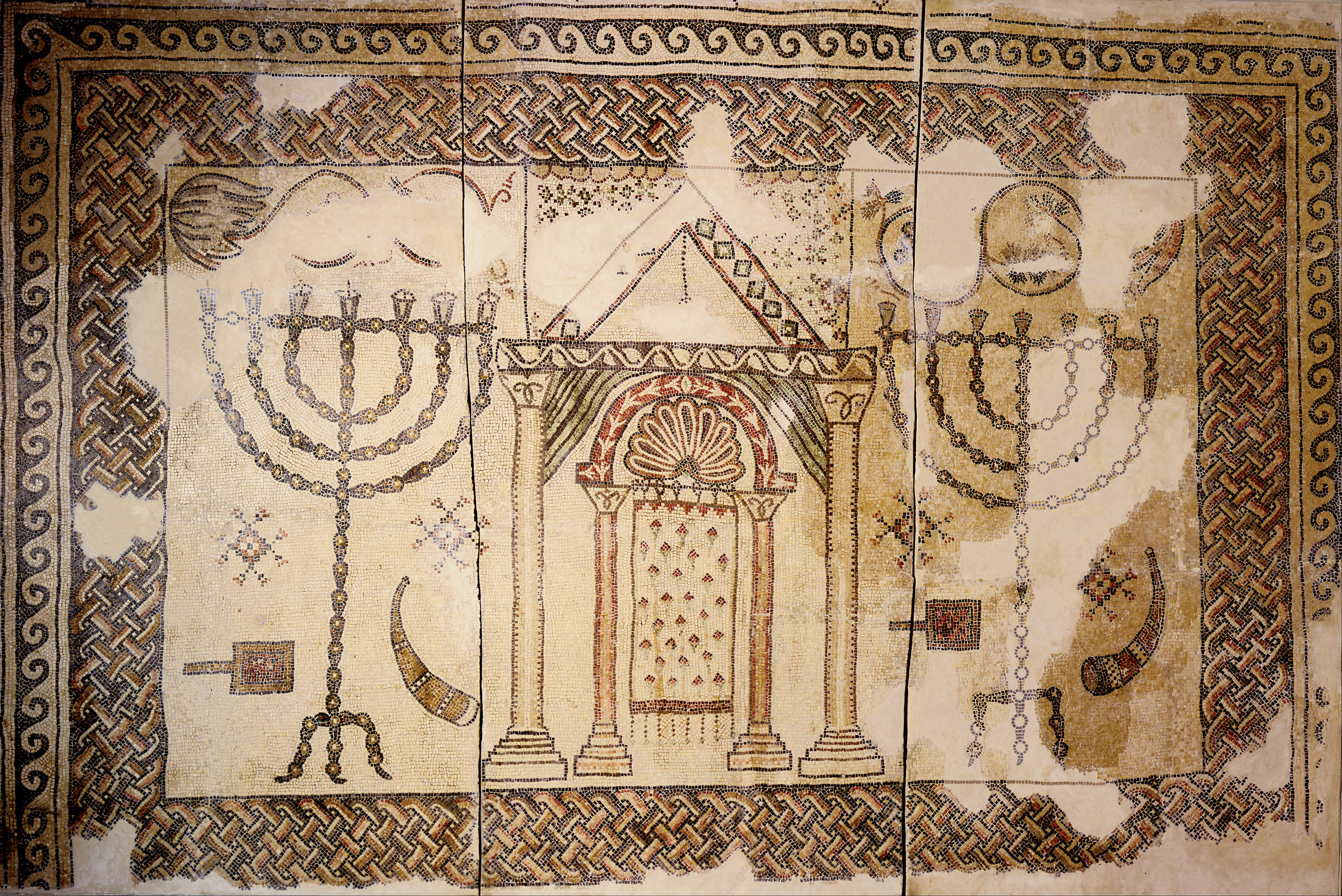
Ädikula, darin Lade mit Vorhang (Skythopolis)
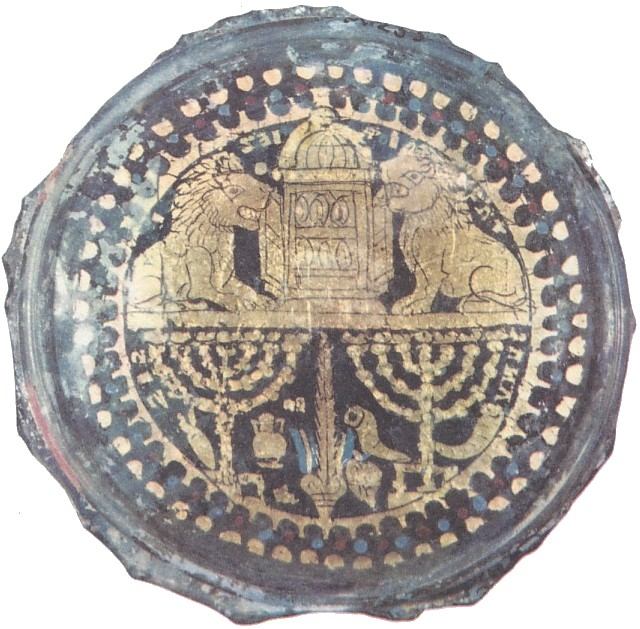
Offene Lade mit Torarollen (Goldglasboden, Rom)
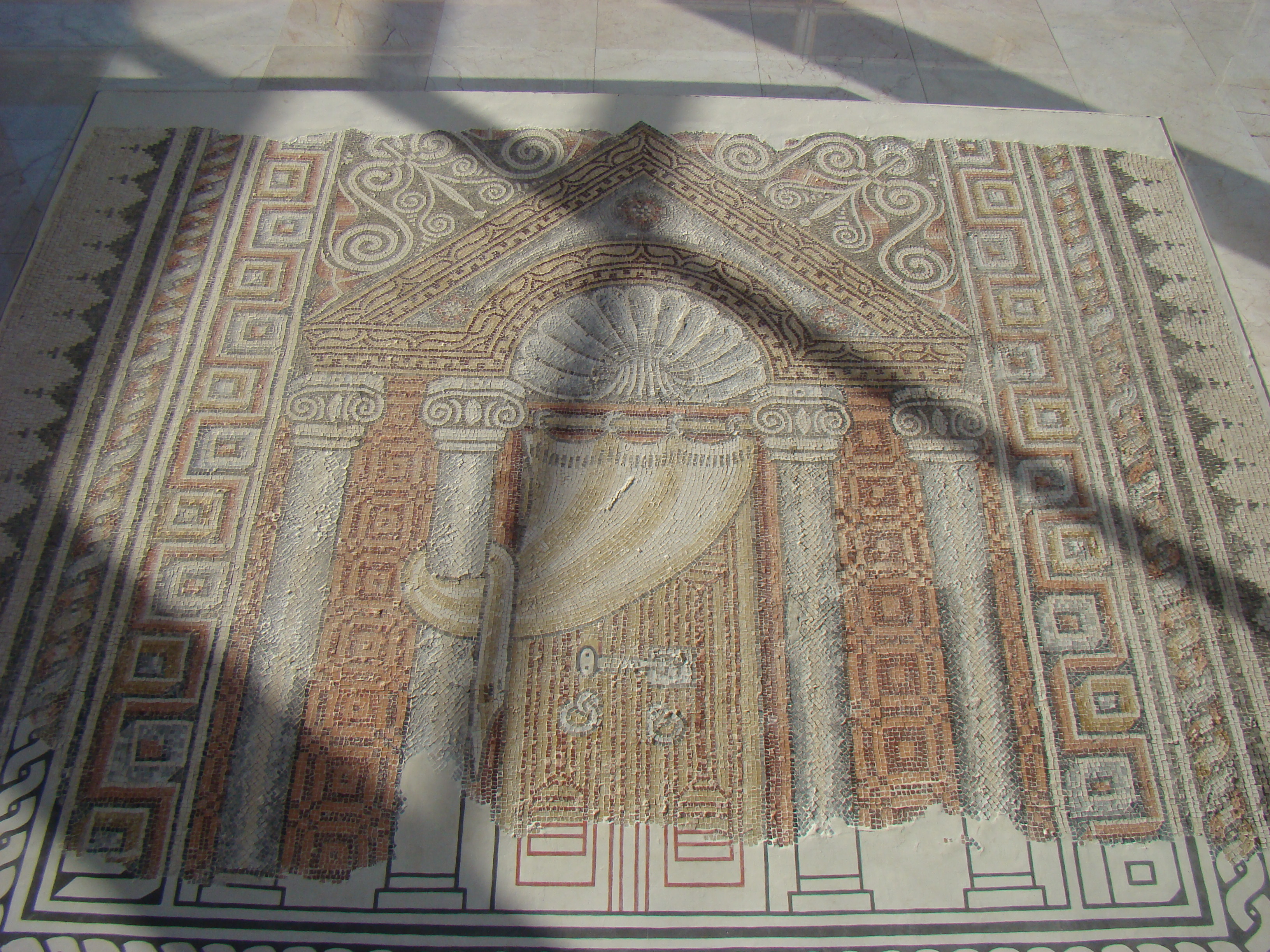
Ädikula, darin Lade mit Vorhang (Khirbet Samara)
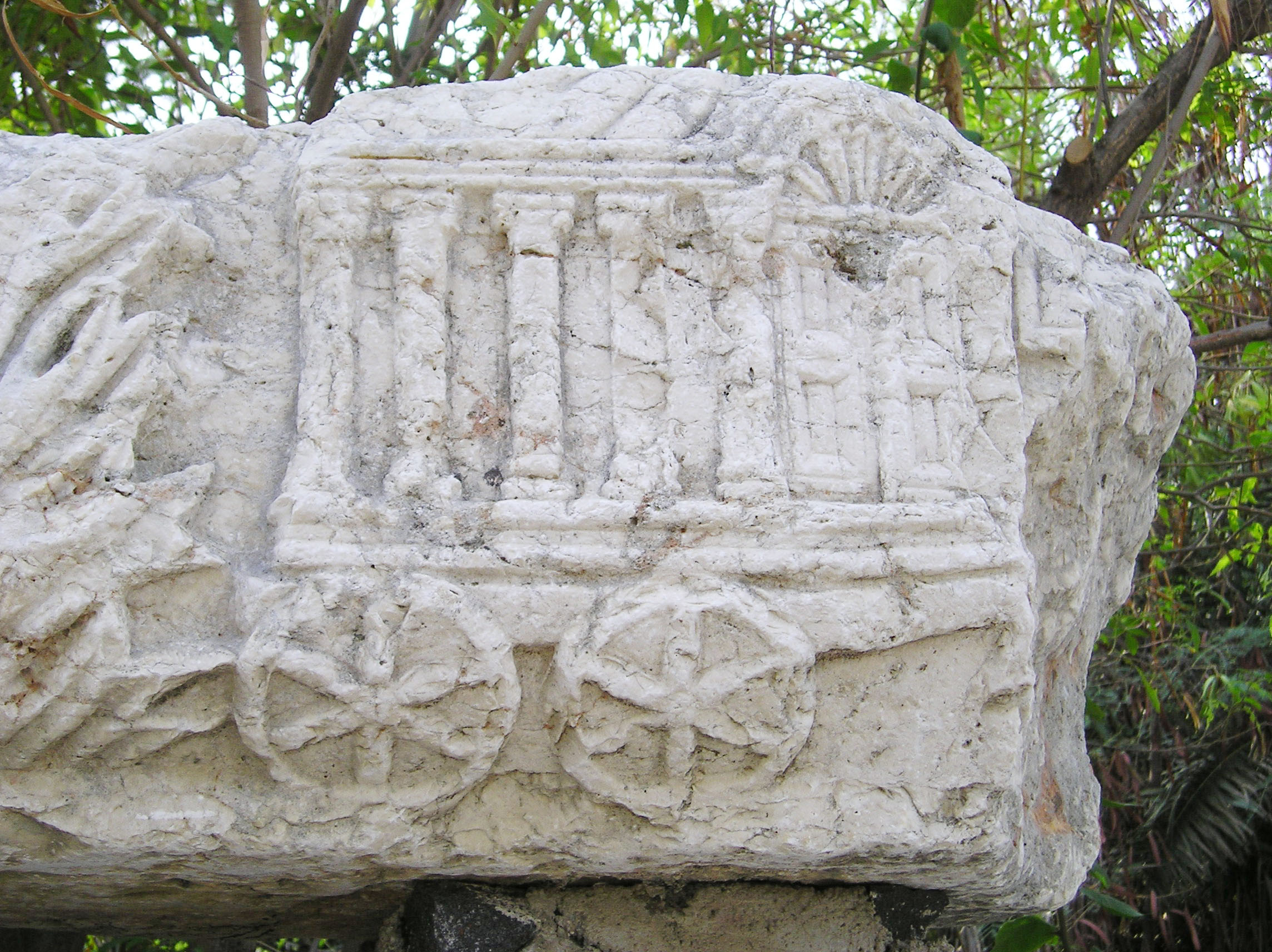
Fahrbare Lade (Kafarnaum)

## Bundeslade
Der Toraschrein war ein häufiges Motiv der jüdischen Kunst, zumal er im synagogalen Alltag eine wichtige Funktion hatte. Dagegen war die Bundeslade, nach Rachel Hachlili,  ikonographisch nicht mit dem Toraschrein verwandt. Die einzige Darstellung der Bundeslade in der antiken jüdischen Kunst sei ein Fresko aus der Synagoge von Dura Europos.